# Design služeb
Design služeb je odvětví ekonomiky, které nahlíží na funkčnost i formu služeb z pohledu jejich uživatele a komerčního zákazníka. „Aplikuje některé nástroje a metodologii designu na nehmotné produkty, tj. služby, za účelem návrhu řešení, která jsou užitečná, použitelná a atraktivní z pohledu uživatele, resp. zákazníka a efektivní a konkurenceschopná z pohledu poskytovatele“. Spojuje v sobě mnoho různých disciplín, jako je např. psychologie, sociologie, marketing, podniková strategie, rozvoj lidských zdrojů, vizuální komunikace nebo IT. Teorií designu služeb se zabývají zejména ekonomické fakulty univerzit, samotnou výukou i střední školy. Na designérských školách není pro výuku designu služeb dostatečný prostor, který by byl zárukou odborné kvalifikace absolventů. Proto design služeb nemohou navrhovat absolventi běžných studií uměleckých škol.

## Historie
Zaměření trhu na služby je možno pozorovat zhruba od 70. let 20. století, kdy se ekonomika západních zemí začala podstatně měnit. Do té doby byla dominantním odvětvím výroba, a proto se logicky veškerý výzkum a vývoj soustředil právě na ni. Postupem času do přelomu století vytvořily služby 60–70 % trhu, proto začala být z důvodů konkurenceschopnosti věnována vyšší pozornost jejich kvalitě. Obor design služeb se objevuje na začátku 90. let. Částečně související obor, marketing služeb, existuje od 70. let. Na univerzitách vznikají i samostatné obory designu služeb, především ve skandinávských zemích, Nizozemsku nebo Velké Británii. V České republice se tématem designu služeb částečně zabývají některé obory na Vysoké škole ekonomické v Praze..

## Vybrané nástroje designu služeb
V procesu designování služeb se používá široké spektrum specializovaných metod. Jsou určeny jednak pro zkoumání potřeb uživatelů a zákazníků, zmapování současného stavu služby i návrhu zlepšení.

### Persony
Persony představují metodu směřující ke vcítění se do role různých typů zákazníků a jejich vnímání služby. Spočívá v teoretickém stanovení několika typů zákazníků, podle hlavních skupin dané služby, a nahlížení na službu z pohledu těchto osob. Je důležité navrhnout každou personu do detailů; zaměřit se na věk, rod, kulturu, vzdělání, povolání i záliby. Pro lepší představu je vhodné dát vytvořit model persony s konkrétní tváří i jménem.

### Mapa kontaktních míst
Mapa kontaktních míst spočívá ve vytvoření seznamu všech míst, kde probíhá interakce mezi zákazníkem a službou. U nákupu v internetovém obchodě to typicky může být: prostředí e-shopu, e-mail (potvrzení objednávky), telefon (telefonát nabízející doplňkové zboží), odběrné místo. Hlavním účelem mapy kontaktních míst je zjištění, která místa jsou pro uživatele a zákazníky hlavní a vedlejší. Dále pomáhá zhodnotit kvalitu komunikace na jednotlivých místech.

### Cesta službou
Výsledkem této výzkumné metody je stručný popis kompletního průchodu zákazníka službou. Cesta službou pomáhá přesně vyjádřit a pojmenovat kompletní průběh služby a podívat se na ni jako na celek. Jde o variantu známého profesiogramu. Může odhalit problémy, které nejsou na první pohled zjevné. Používá se také při návrhu nové služby. Cestu službou je vhodné kombinovat s mapou kontaktních míst i personami, protože průchod službou se může u různých zákazníků lišit.

### Deníky
Metoda deníků se soustředí v první řadě na uživatele a zákazníky a vyžaduje také jejich spolupráci. Skuteční zákazníci jsou požádáni, aby si vedli deník, a soustředili se v něm na aktivity spojené se zkoumanou službou. Z jejich záznamů lze zjistit jak subjektivní názory na službu, tak i mnoho informací z jejich osobního života, které lze použít při designu služby. Deníky poskytují velmi detailní informace, které jsou zejména při malém počtu zkoumaných zákazníků nezobecnitelné.

### Pozorování uživatelů
Pozorování uživatelů služby třetí osobou umožňuje získat objektivnější informace o způsobech používání služby, různých bariérách i situacích, při kterých zákazníci službu nejčastěji využívají. Pozorování také odhalí rozdíly mezi tím, co v souvislosti se službou lidé říkají, a co skutečně dělají.

### Prototypování
Prototypování je metoda, kterou je vhodné zařadit při testování inovací služby. Pro vytvoření prototypu služby lze použít mnoho způsobů, lze ji nakreslit jako komiks, vyprávět jako příběh nebo zahrát jako divadlo. Vizualizace inovací pomohou odhalit slabá místa před skutečným ověřením v praxi.

### Business model Canvas
Tuto vizualizační metodu lze uplatnit ke zjištění silných a slabých stránek existující služby. Pomáhá přesně popsat jednotlivé klíčové aktivity služby, zákaznické segmenty, komunikační kanály, možné partnery a další. Canvas se nesoustředí pouze na zákazníky a kvalitu, ale také na finanční stránku služby.